# Domácí božstvo

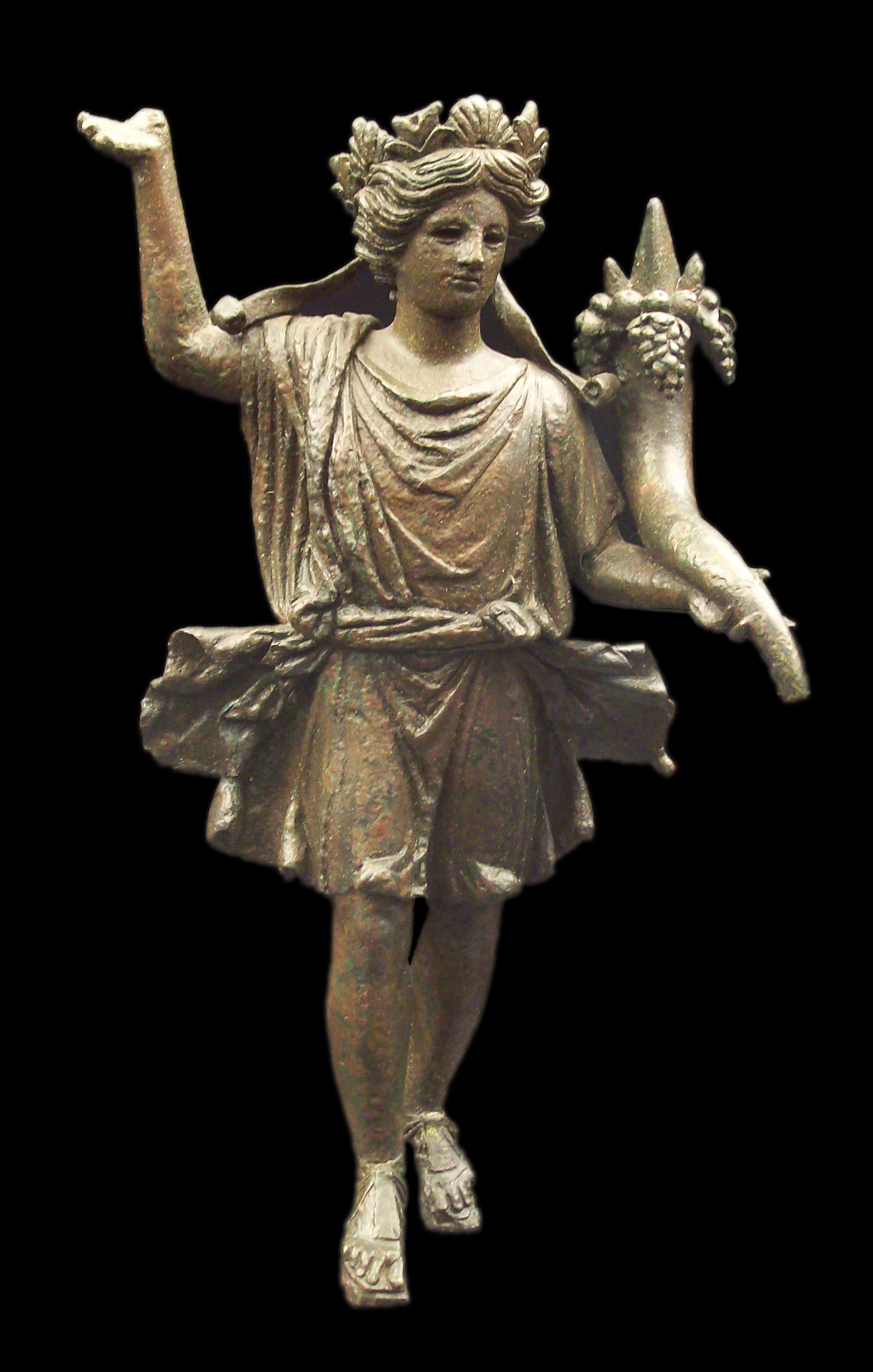
Bronzová soška lara držícího roh hojnosti, první polovina 1. století, Axatiana (dnešní Lora del Río ve Španělsku), Národní archeologické muzeum v Madridu

Domácí božstvo, ochránce domova či domácí duch je v mnoha archaických náboženstvích bytost ochraňující dům a rodinu která jej obývá.
Domácí božstva jsou zpravidla svázána s určitou rodinou a následují ji v případě stěhování. Zajišťují zdraví, štěstí a prosperitu rodiny i úspěch jejího hospodaření. Často jsou chápáni jako božstva krbu či ohniště, příkladem je řecká Hestiá a římská Vesta.
Gustav Ränk rozdělil tato božstva na mužská a ženská. Prvně jmenovaná mají větší význam, jsou mužského pohlaví, dědí se z otce na syna a souvisí s mužskými pracemi. Druhá jmenovaná jsou ženského pohlaví, dědí se z matky na dceru a souvisí s ženskými pracemi a zdravím, především co se týče menstruace, porodu a nemocí dětí a dobytka.
Často jim byla přisuzována podoba hada.

## Starověké Řecko
Ve starověkém Řecku byl kult domácích božstev součástí rodinného kultu. Významnou roli v něm hráli především různé hypostáze Dia. Jako Zeus Herkeios, jehož přízvisko je odvozeno od hérkos „plot“, měl svůj oltář na dvoře domu, jako Zeus Ktésios „nabyvatel“ byl ctěn jako dárce bohatství a ochránce zásob a byl vzýván při rituálu panspermia jako dárce všech druhů semen. Zeus Melichios „dobrý, příznivý“ měl podobu hada s rohem hojnosti a Zeus Sotér „zachránce“ dostával první a poslední oběti při slavnostech. Oběti byly též přinášeny Dioskúrům, synům Dia, kteří měli také podobu hadů střežících dům.

## Starověký Řím
Ve starověkém Římě byl centrem domácího kultu oltář Vesty, bohyně krbu. Na její kult dohlíželi především ženy, během jídla jí bylo obětováno víno a pokrmy vhozením do ohně. S Vestou a krbem byli spojeni penáti, kterým bylo též obětováno jídlo vhozením do ohně. Penátům se podobají larové, původně spíše duchové místa.
S domovním prahem a vchodem do domu byla spojena božstva Limentinus a Limentina, Forculus, a Forcula.

## Slované

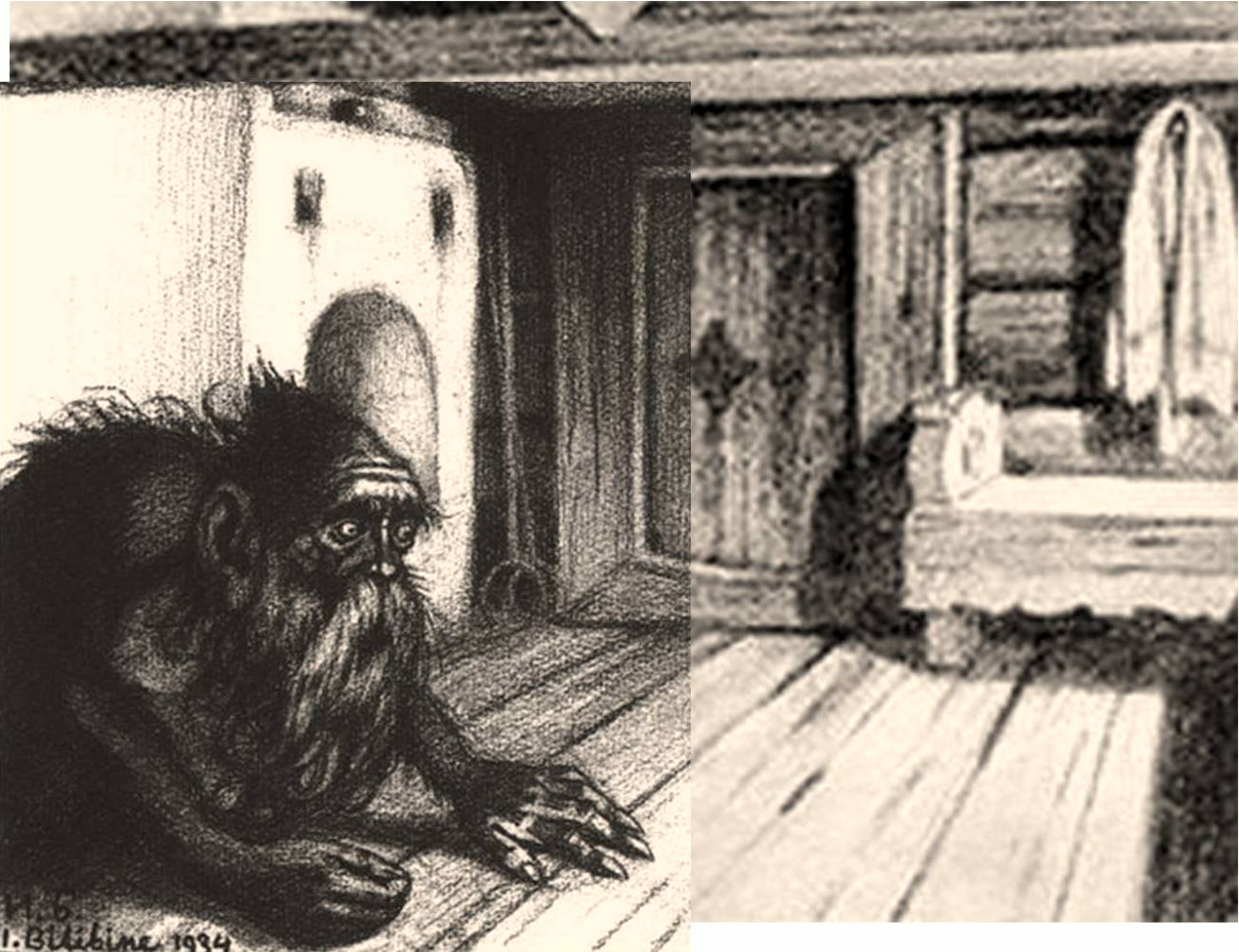
Domovoj, ilustrace Ivana Bilibina z roku 1934

U Slovanů pochází většina dokladů o víře v ochránce domovů až z folklóru 19. a 20. století, kult domesticos deos „domácích bohů“ a penates však zmiňují již kroniky Dětmara, Helmolda a Kosmy z 11. a 12. století. V Polsku a Rusku je z 16. století doložen výraz domowe ubožęta, respektive uboze, ještě v 19. století pak živý ve slovenském ochránci domovů zvaném buožik, buožiček domácí.
Ve východoslovanském prostředí je nejčastějším označením domácího ducha domovoj či děd. Ten má různé formy podle toho kde přebývá, například dvorovoj obývá dvůr, chlěvnik chlév, gumenik stodolu, bannik lázeň a ovinnik sušárnu obilí. Škodlivým protějškem domovoje je kikimora.
V západoslovanském prostředí a ve Slovinsku je domácím duchem skřítek či šotek. Někdy nabývá ďábelských rysů a hospodářem je získáván pomocí černé magie, tato varianta je nazývána plivník či zmok. Rozšířené je také podání o hadovi jako ochránci domu nazýváném hospodář, hospodáříček či domovníček.